# Robert Kiyosaki
Robert Toru Kiyosaki (ur. 8 kwietnia 1947 w Hilo na Hawajach) – amerykański inwestor, biznesmen, autor poczytnych książek motywacyjnych.

## Życiorys
Urodził się i wychował na Hawajach, uczęszczał do Amerykańskiej Akademii Morskiej i służył w oddziałach marines jako pilot śmigłowca podczas wojny wietnamskiej. Po opuszczeniu oddziałów marines pracował jako sprzedawca kopiarek dla firmy Xerox, zanim rozpoczął karierę jako inwestor i pisarz.
Kiyosaki jest najlepiej znany jako autor książek o inwestowaniu pieniędzy. Jego pierwszy bestseller, który nosił tytuł Bogaty Ojciec, Biedny Ojciec, był próbą przekonania do zmiany nastawienia przeciętnego pracownika. Kiyosaki mówi o swoim rzeczywistym, „biednym ojcu”, który pomimo iż był kierownikiem Stanowego Wydziału Edukacji na Hawajach, posiadał niewielką wiedzę o finansach. Kiyosaki pisze również o „bogatym ojcu”, ojcu przyjaciela, który stał się bardzo zasobny poprzez inwestycje swoich niewielkich zarobków w przynoszące dochody przedsięwzięcia, stając się ostatecznie bardzo bogatym człowiekiem.
Kiyosaki stworzył szereg gier promujących teorie opisywane w jego książkach: Cashflow 101 i Cashflow 202.

## Krytyka
Krytycy twierdzą, że źródłem sukcesu Kiyosakiego nie jest jego umiejętność inwestowania, lecz sprzedaż książek na ten temat. Podaje się również w wątpliwość istnienie „bogatego ojca” opisywanego jako jeden z najbogatszych mieszkańców Hawajów, ale którego tożsamość nie została nigdy ujawniona. Wieloletni inwestor na rynkach nieruchomości, John T. Reed określił książkę Bogaty Ojciec, Biedny Ojciec jako pełną błędów merytorycznych i zawierającą wiele złych porad. W odpowiedzi Reedowi Kiyosaki podkreślił, że książka upraszcza skomplikowane sprawy. Trent Hamm podkreśla, że rady Kiyosakiego na poziomie ogólnym są bardzo sensowne, jednak proponowane rozwiązania nie są łatwe lub możliwe do naśladowania przez każdego. Hamm podkreśla również, że Kiyosaki obraża w swoich książkach ludzi, z którymi się nie zgadza (określając ich np. jako głupich), co jest tanią zagrywką sprzedażową.

## Publikacje
- 2000 Bogaty ojciec, biedny ojciec. Czego bogaci uczą swoje dzieci na temat pieniędzy i o czym nie wiedzą biedni i średnia klasa!
- 2000 Kwadrant przepływu pieniędzy. Przewodnik bogatego ojca prowadzący do finansowej wolności
- 2000 Inwestycyjny poradnik bogatego ojca. W co inwestują bogaci – czego nie robią biedni i średnia klasa!
- 2001 Mądre bogate dziecko. Pobudź inteligencję finansową swojego dziecka
- 2002 Młody bogaty rentier. Jak stać się zamożnym i na zawsze takim pozostać
- 2004 Szkoła biznesu. Dla ludzi, którzy lubią pomagać innym
- 2005 Ucieczka z wyścigu szczurów. Jak stać się bogatym dzieckiem, stosując rady bogatego ojca
- 2006 Przepowiednia bogatego ojca
- 2007 Kto zabiera Twoje pieniądze?
- 2008 Dlaczego chcemy żebyś był bogaty (współautor Donald J. Trump)
- 2009 Zanim rzucisz pracę
- 2010 Spisek bogatych
- 2011 Zwiększ swój finansowy IQ
- 2012 Biznes XXI wieku
- 2012 Niesprawiedliwa przewaga
- 2013 Dlaczego piątkowi uczniowie pracują dla trójkowych, a czwórkowi zostają urzędnikami
- 2015 Druga szansa
- 2015 8 lekcji przywództwa dla przedsiębiorców
- 2017 Dlaczego bogaci stają się jeszcze bogatsi?